# بروجيكت ريفوليوشن
بروجيكت ريفوليوشن، (بالإنجليزية: Projekt Revolution)‏ هي جولة صيفية أسَّستها فرقة الروك الأمريكية لينكين بارك، بدأت عام 2002. كانت الجولة صغيرة في بدايتها، حيث شاركت فيها أربع فرق فقط، لكنها توسعت فيما بعد لتشمل فرق من الولايات المتحدة وأوروبا. فرقة لينكين بارك هي الحاضر الرئيسي في كل نسخة من الجولة، مع وجود فنانين مشاركين طوال العام منها: «جي-زي (Jay-Z)»، و«سايبريس هيل (Cypress Hill)»، و«كورن (Korn)»، و«سنوب دوغ (Snoop Dogg)»، وكريس كورنيل (Chris Cornell)، و"10 ييرز (10 Years)".